# استجابة ويكيبيديا لوباء فايروس كورونا المستجد 2019-2020

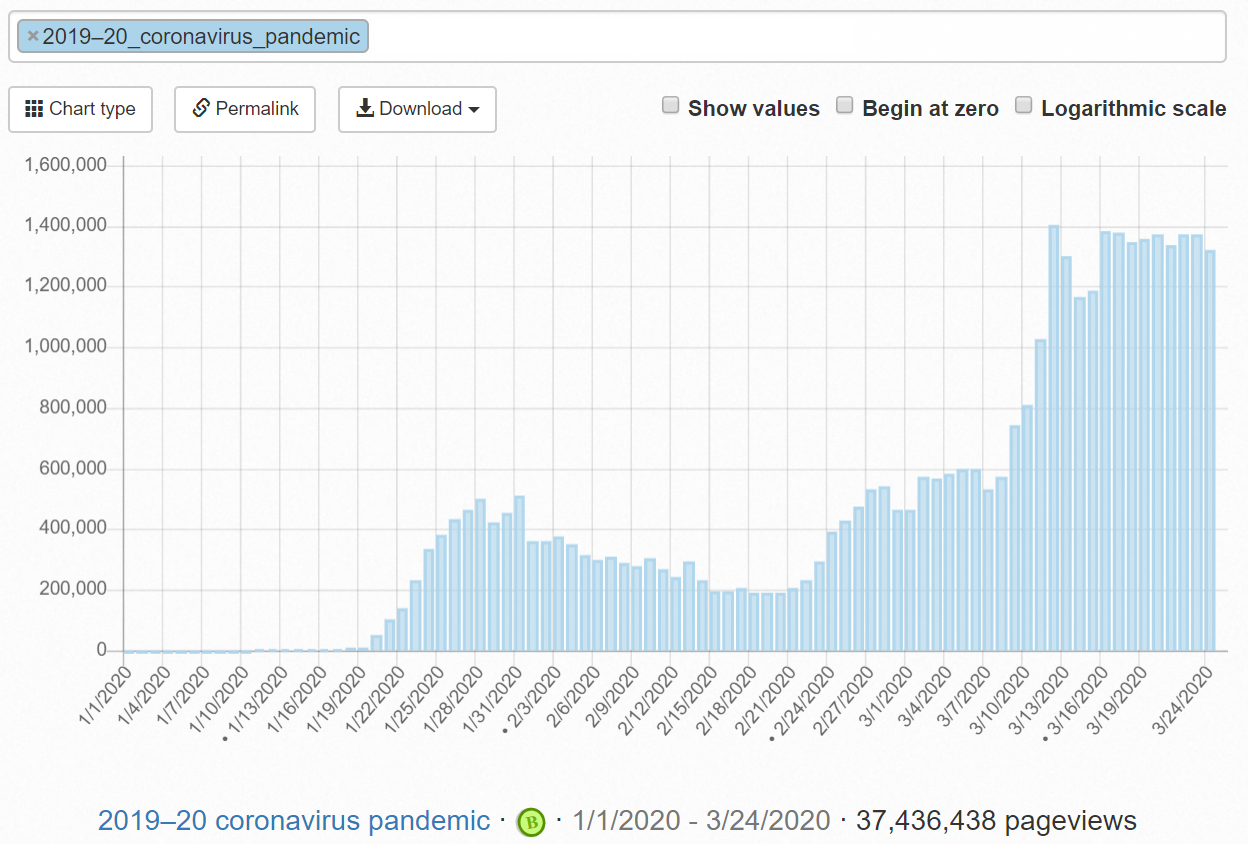
صفحة تظهر الاحصائيات المتعلقة فايروس كورونا ",وباء فايروس كورونا 2019-2020" مقالة ويكيبيديا من 1 يناير الى 24 مارس 2020

شهدت ويكيبيديا زيادة في معدلات القراءة خلال فترة وباء فايروس كورونا المستجد 2019-2020. المحررون ما زالوا يعملون من أجل حذف المعلومات المغلوطة وتلك المفسرة بشكل خاطئ. بحسب صحيفة Dawn , منذ ظهور تقارير بحالات اصابة بفايروس كورونا في ووهان في ديسمبر 2019, قام محررون ويكيبيديا بتعديل ما متوسطه 163 تعديل في الساعة الواحدة.هناك ما يقارب 4,500 صفحة منشأ على ويكيبيديا متعلقة بالوباء اعتبارا من 23 أبريل 2020.

## ويكيبيديا

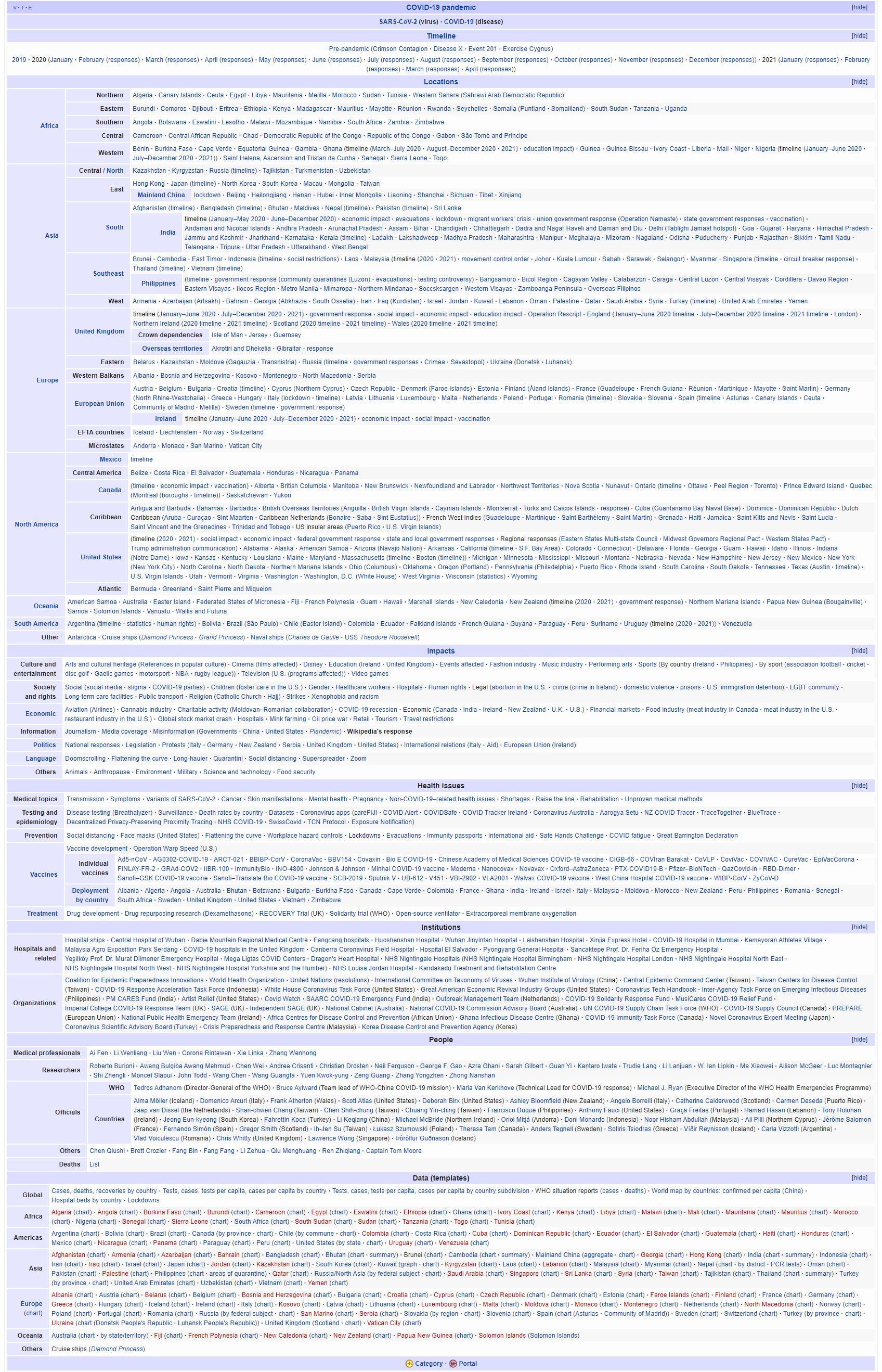
لقطة شاشة تظهر نموذجا لوكبيديا الانجليزية تظهر مجموعة من المقالات متعلقة بوباء فايروس كورونا في 22 ابريل 2020

كتب (Omer Benjacob) لصحيفة Haaretz اللأسرائيلية في مقالته التي اندرجت تحت عنوان «لماذا ويكيبيديا محصنة من فايروس كورونا» بأن «ويكيبيديا قد تدخلت من أجل توفير الراحة بشكل كبير بحيث أصبحت المصدر الذي يلجأ اليه الكثيرون من أجل الحصول على المعلومات المتعلقة بفايروس كوفيد-19» بحيث انه قد ازداد عدد متصفحين ويكيبيديا عالميا ليسجل ارقاما مرتفعة بسبب الوباء.

### ويكيبيديا الإنجليزية
صفحة فايروس كورونا قد تم انشاؤها عام 2013 , بينما مقالة تفشي فايروس كورونا2019-2020 في ووهان التي تم انشاؤها في 5 يناير أصبحت المقالة الرئيسة في وكيبيديا عن هذا الوباء.وحيث قد تم بشكل متتابع إنشاء مدخلات متل "متلازمة التهاب الرئوي الحاد كورونا فايروس 2 و"التهاب كورونا 2019 "
. بحلول شهر فبراير، تم تعديل المقالة الرئيسية أكثر من 6,500 مرة من قبل ما يقارب 1,200 محرر و 6 من مقالات الرئيسية في ويكيبيديا حول هذا الوباء قد تم استعرضها أكثر من 18 مليون مرة. بعض من المدخلات الأولية تضمنت نظرة الحكومة وو الإقليم لهذا الوباء، والإطار الزمني له بينما ركز البعض على الخوف من الاجانب والعنصرية.
صفحات ويكيبيديا التي تتناول موضوع الخفاش كطعام ووالعلامة التجارية ل بيرا تدعى كورونا (Corona Beer Brand) بالإضافة إلى متلازمة التهاب التنفسي الحاد (SARS), وووهان شهدت زيادة في تعديل المحتوى.
مع انتشار الوباء قد عمل المحررون على البقاء على اطلاع دائم مع وابل من المعلومات الجديدة والمعلومات الخاطئة أيضا التي تضاف إلى الموقع. المعلومات المتوافرة في وكيبيديا قد تم استخدامها من اجل توفير بيانات تمثيلية التي تم مشاركتها على ريديت (ريديت) وتويتر وغيرها من منصات التواصل الأجتماعي. ومع حلول 19 من شهر مارس، كان أكثر من 2,100 محرر قد ساهموا بالمشاركة في تحرير المقال الرئيسي حول الوباء.

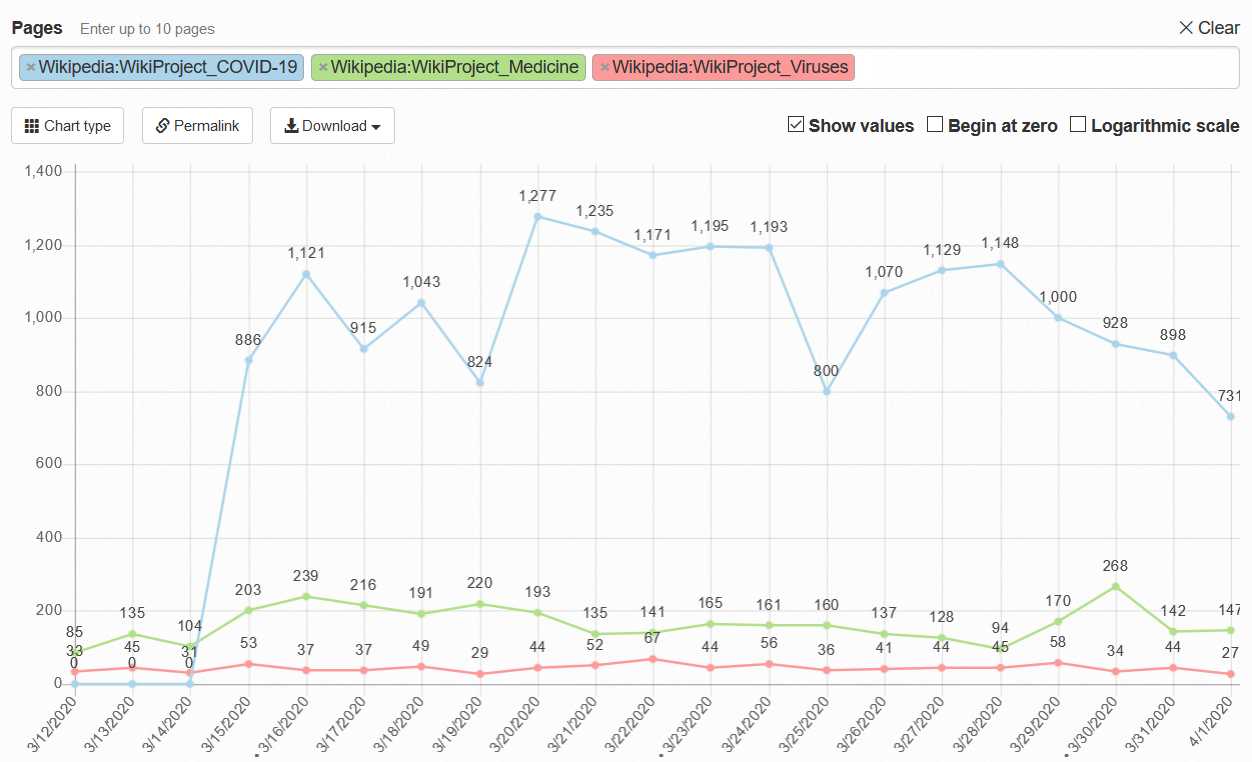
مشاهدات WikiProject كوفيد-19 و WikiProject Medicine و WikiProject Viruses خلال مارس 2020

المحرررون قد شكلوا مشروع يدعى WikiProject COVID-19 وهو أحد المشاريع التي تم تكريسها للوباء وهذا المرض بشكل عام، حيث عمل المتطوعون على ترجمة مدخلات قصيرة في ويكيبيديا بلغات مختلفة.قد بلغ عدد المتطوعين في 24 مارس 90 متطوعا. وقد عمل أعضاء WikiPRoject Medcine على تحسين تأمين المعلومات حول فايروس كوفيد-19.
محررون ويكيبيديا في البداية قاموا بحذف إحدى المدخلات بعنوان "2020 Tablighi Jamaat coronavirus hotspot in Delhi " لكنهم بعد ذلك قاموا باستردادها، قد قال جيمي ويلز Jimmy Wales وهو مؤسس المشروع بانها هذه المدخلات كانت رديئة الكتابة ولم تملك مصادر تستتند عليها. وقد صرح wales ردا على اتهمات وجهت له عبر تويتر بان ويكيبيديا لم تتلقى نقودا من اجل حذف المقالة.

### ويكيبيديا الألمانية

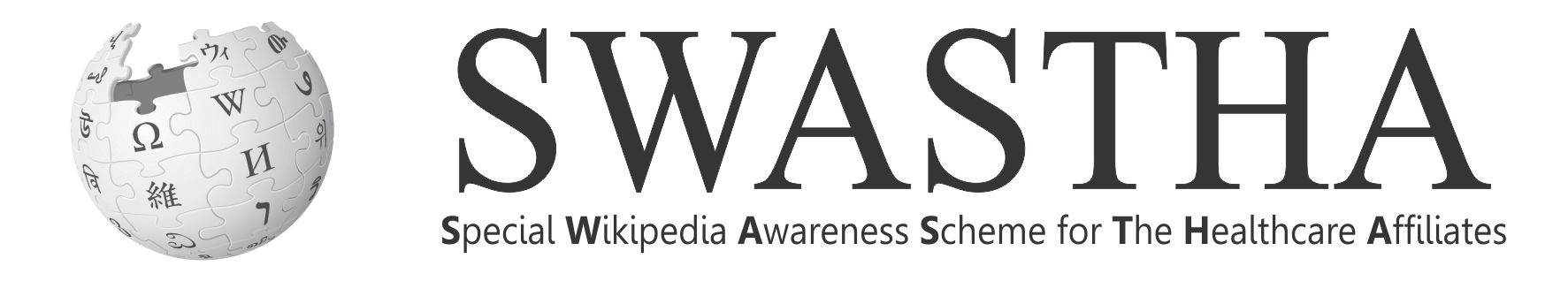
SWASTHA :هي مشروع ويكي (WikiProject) يرتكز على محاربة المعلومات المغلوطة المتعلقة بكوفيد-19 باللغة الانجليزية.

في ويكيبيديا الألمانية يتواجد مئات من المقالات حول وباء فايروس كورونا حيث بدأ المحررون الكتابة حول الوباء في يناير 2020 عندما أصبح الوباء منتشرا في الصين. المقالة الرئيسية في ويكيبيديا حول الفايروس تم استعراضها 150,000 مرة في اليوم في مارس 2020.

### اللغات الهندية

شعار ل مشروع ويكي (WikiProject)في ويكيبيديا الاوردية

بحلول 27 مارس 2020 توافرت معلومات ويكيبيديا حول كوفيد-19 ب 9 لغات هندية وهي: العربية والبنغالية والبوجبورية والهندية، والكانادا، والمالايالامية، والتاميلية، والتيلوغية، والأوردو. تعمل SWASTHA (اختصار لبرنامج التوعية للمنتسبين للرعاية الصحية الخاص بويكيبيديا) وهي جزء من برنامج WikiProject Medicineوهي تعمل مع جامعة جامعة جونز هوبكينز ووزارة الصحة ورعاية الاسرة الهندية ومنظمة الصحة الوطنية (National Health Authority) بالإضافة إلى منظمة الصحة العالمية (منظمة الصحة العالمية) لتحسين وتطوير شمولية المعلومات المقدمة.

### ويكيبيديا باللغة الأوردية
بالإضافة إلى كتابة العديد من المقالات في ويكيبيديا الأوردية في مجال مشروع كوفيد-19, فقد قام المحررون قي ويكيبيديا الأوردية بتصميم مخططات بيانية وسلسلة خاصة من مخططات بيانية تحوي على معلومات على شكل هل تعلم تم تداولها على منصات التواصل الاجتماعي حول العالم أيضا. خصصت ويكيبيديا الأوردية قسما خاصا للمعلومات والرسومات البيانية التي لها علاقة بفايروس كورونا على صفحتها الرئيسية. المقالة الرئيسية في ويكيبيديا الأوردية قد حصدت 12000 مشاهدة.

### ويكي بياناتWikidata
بحسب Werid فإن BRidgeDB تقوم الآن بانشاء قواعد بيانات متعلقة بجين فايروس كورونا وخرائط البروتين الخاص به أيضا عن طريق معلومات من wikidate وهو باعتبار مشروع شقيق للويكيبيديا كنوع من التشاركية مع Wikidate's Wikiproject COVID-19.

### مؤسسة ويكيميديا
مؤسسة ويكيميديا هي مؤسسة غير ربحية تدعم مشاريع ويكيبيديا والتي من ضمنها ويكيبيديا، ولها موظفين يعملون عن بعد. المدير التنفيذي للمؤسسة كاثرين ماهر تقوم بتشجيع المحررين والقراء من اجل العمل سويا من اجل تطوير قدرة ويكيبيديا على تغطية المعلومات المتعلقة بكوفيد-19.